# Danh sách video của T-ara
Đây là danh sách video của nhóm nhạc nữ Hàn Quốc T-ara gồm 56 video âm nhạc, 7 video album, 7 chương trình truyền hình thực tế và 15 quảng cáo. Trong năm 2011, T-ara đã giành giải video âm nhạc xuất sắc nhất tại Melon Music Awards lần 3 cho ca khúc của năm Roly-Poly. Trong cùng năm đó, nhóm giành giải Top CF Model cho các quảng cáo của họ.

## Video nhạc
| Năm  | Tựa đề                                                                                    | Nghệ sĩ                              | Đạo diễn      |
| ---- | ----------------------------------------------------------------------------------------- | ------------------------------------ | ------------- |
| 2009 | "Joheun Saram" + Video âm nhạc                                                            | T-ara                                | Không rõ      |
| 2009 | "Yeoseong Shidae" + "Yeongwonhan Sarang" video âm nhạc                                    | SeeYa, Davichi và T-ara              | Không rõ      |
| 2009 | "Geojitmal (Part.1)"                                                                      | T-ara                                | Không rõ      |
| 2009 | "Geojitmal (Part.2)"                                                                      | T-ara                                | Không rõ      |
| 2009 | "Geojitmal (Ballad ver.)"                                                                 | T-ara                                | Không rõ      |
| 2009 | "TTL (Time to Love)"                                                                      | T-ara và Supernova                   | Không rõ      |
| 2009 | "TTL Listen 2"                                                                            | T-ara và Supernova                   | Không rõ      |
| 2009 | "Apple is A"                                                                              | T-ara                                | PETER VANILLA |
| 2009 | "Bo Peep Bo Peep" + Video vũ đạo                                                          | T-ara                                | Cha Eun-taek  |
| 2009 | "Cheoeum Cheoreom"                                                                        | T-ara                                | Cho Soo-hyun  |
| 2010 | "Wonder Woman"                                                                            | SeeYa, Davichi, và T-ara             | Không rõ      |
| 2010 | "Neo Ttaemune Michyeo" + Video Z9                                                         | T-ara                                | Cha Eun-taek  |
| 2010 | "Naega Neomu Apa" + 2 video chỉnh sửa                                                     | T-ara                                | Không rõ      |
| 2010 | "We Are the One"                                                                          | T-ara                                | Không rõ      |
| 2010 | "Wae Ireoni?"                                                                             | T-ara                                | Lee Dae-jin   |
| 2010 | "Yayaya"                                                                                  | T-ara                                | Không rõ      |
| 2011 | "Beautiful Girl"                                                                          | T-ara (feat. Electroboyz)            | Không rõ      |
| 2011 | "Roly-Poly" + Video chỉnh sửa + Video fan đánh giá                                        | T-ara                                | Cha Eun-taek  |
| 2011 | "Roly-Poly in Copacabana"                                                                 | T-ara                                | Không rõ      |
| 2011 | "Bo Peep Bo Peep (Japanese ver.)"                                                         | T-ara                                | Cha Eun-taek  |
| 2011 | "Log-In"                                                                                  | T-ara                                | Không rõ      |
| 2011 | "Cry Cry" + Video vũ đạo                                                                  | T-ara                                | Cha Eun-taek  |
| 2011 | "Cry Cry (Ballad ver.)"                                                                   | T-ara                                | Cha Eun-taek  |
| 2011 | "Yayaya (Japanese ver.)" + Video vũ đạo chỉnh sửa                                         | T-ara                                | Cha Eun-taek  |
| 2011 | "Uri Saranghaetjanha"                                                                     | Davichi và T-ara                     | Không rõ      |
| 2012 | "Lovey-Dovey" + Video zombie + Video "Lovey-Dovey in Tokyo"                               | T-ara                                | Cha Eun-taek  |
| 2012 | "Roly-Poly (Japanese ver.)" + Video vũ đao chỉnh sửa                                      | T-ara                                | CHANG         |
| 2012 | "Kojinmaru～Uso～ (Japanese ver.)"                                                        | T-ara                                | CHANG         |
| 2012 | "Lovey-Dovey (Japanese ver.)"                                                             | T-ara                                | Không rõ      |
| 2012 | "Bingeul Bingeul (Round & Round)" + Video thay thế                                        | T-ara                                | Không rõ      |
| 2012 | "Day by Day" + Video vũ đạo                                                               | T-ara                                | Cha Eun-taek  |
| 2012 | "Sexy Love" + Video vũ đạo + Video 'Making MV' + 'Sexy Love In Tokyo' video + Video robot | T-ara                                | Không rõ      |
| 2012 | "Day and Night (Love All)"                                                                | T-ara ft. Shannon & Geonji (Gavy NJ) | Không rõ      |
| 2012 | "Day by Day (Japanese ver.)"                                                              | T-ara                                | Không rõ      |
| 2012 | "Sexy Love (Japanese ver.)"                                                               | T-ara                                |               |
| 2013 | "Bunny Style!"                                                                            | T-ara                                | Cho Su-hyun   |
| 2013 | "Jeon Won Diary" + Phiên bản Drama                                                        | T-ara N4 cùng Tae-woon nhóm SPEED    | Jo Soo-hyun   |
| 2013 | "Number 9" + Phiên bản 2                                                                  | T-ara                                | Hong.W.K      |
| 2013 | "I Know The Feeling"                                                                      | T-ara                                | Hong.W.K      |
| 2013 | "Do You Know Me?"                                                                         | T-ara                                | Không rõ      |
| 2013 | "Hide and Seek"                                                                           | T-ara                                | Không rõ      |
| 2014 | "First Love"                                                                              | T-ara (Soyeon, Hyomin, Jiyeon) và EB | Không rõ      |
| 2014 | "Number 9 (Japanese ver.)"                                                                | T-ara                                | Không rõ      |
| 2014 | "Memories ~You Gave Me Guidance~                                                          | T-ara                                | Không rõ      |
| 2014 | "Lead the Way"                                                                            | T-ara                                | Không rõ      |
| 2014 | "Sugar Free + 3 video chỉnh sửa                                                           | T-ara                                | Không rõ      |

## Video albums
| Năm  | Chi tiết album | Ghi chú | Xếp hạng cao nhất | Doanh số bán hàng |
| Năm  | Chi tiết album | Ghi chú | JPN               | Doanh số bán hàng |
| ---- | --- | --- | ----------------- | ----------------- |
| 2012 | T-ARA.COM DVD-Box 1 - Phát hành: 24 tháng 2 năm 2012 - Ngôn ngữ: Hàn Quốc - Nhãn: Victor Entertainment                          | - Bìa hộp thứ hai của show T-ara Dot Com. Chứa tập 1 đến 5, ca khúc "Bo Peep Bo Peep" và video sản xuất của "I Go Crazy Because Of You" cộng thêm cảnh quay từ T-ara World. | 107               |                   |
| 2012 | T-ARA.COM DVD-Box 2 - Phát hành: 3 tháng 3 năm 2012 - Ngôn ngữ: Hàn Quốc - Nhãn: Victor Entertainment                           | - Bìa hộp thứ hai của show T-ara Dot Com. Chứa tập 6 đến 10, ca khúc "Bo Peep Bo Peep" và video sản xuất của "I Go Crazy Because Of You" cộng thêm cảnh quay từ T-ara World. | 54                |                   |
| 2012 | Cry Cry & Lovey-Dovey Music Video Collection - Phát hành: 25 tháng 4 năm 2012 - Nhãn: EMI Music Japan - Định dạng: DVD, Blu-ray | - Chứa các video nhạc của đĩa đơn "Cry Cry", "Lovey-Dovey" và "We Were In Love" trong đĩa mở rộng Black Eyes của họ và nó được làm lại dưới tên Funky Town. | 17                | 3.940+            |
| 2012 | T-ara's Best of Best 2009-2012: Korean ver. - Phát hành: 10 tháng 10 năm 2012 - Nhãn: EMI Music Japan - Format: DVD             | - Chứa tất cả các đĩa đơn của T-ara từ Absolute First Album (2009) đến Funky Town (2012), bao gồm cả bái hát FIFA World Cup 2010 "We Are the One" của họ. | 8                 | 15.678+           |
| 2012 | T-ara Japan Tour 2012: Jewelry Box - Phát hành: 5 tháng 12 năm 2012 - Nhãn: EMI Music Japan - Format: DVD, Blu-ray              | - T-ARA JAPAN TOUR 2012 ~ JEWELRY BOX ~ LIVE IN BUDOKAN là (live đầu tiên) DVD tiếng Nhật thứ 2 được phát hành bởi T-ARA. Nó có hiệu suất của họ vào ngày 26 tại Nippon Budokan ở Tokyo, Nhật Bản cho buổi hòa nhạc của họ T-ARA JAPAN TOUR 2012 ~ Jewelry Box ~ để quảng bá album Nhật Bản đầu tiên của họ. Phiên bản Blu-ray bao gồm một cuốn sách ảnh 28 trang và một cuộc phỏng vấn với nhóm.                                                                                               | 9                 | 8.126+            |
| 2013 | T-ara Japan Tour 2013: Treasure Box - Phát hành: 11 tháng 12 năm 2013 - Nhãn: EMI Music Japan - Format: DVD, Blu-ray            | - T-ARA JAPAN TOUR 2013 ~ TREASURE BOX ~ LIVE IN BUDOKAN là album DVD Nhật Bản thứ ba (live thứ hai) phát hành của T-ARA. Nó có hiệu suất của nhóm vào ngày 27 tại Nippon Budokan ở Tokyo, Nhật Bản cho buổi hòa nhạc của họ T-ARA JAPAN TOUR 2013 ~ TREASURE BOX ~ để quảng bá album tiếng Nhật thứ hai Treasure Box. Phiên bản Blu-ray bao gồm một cuốn sách ảnh và một hiệu suất solo ở Budokan vào ngày 26 tháng 9 bởi Qri, Boram và Soyeon. Các phiên bản DVD bao gồm một tiền thưởng DVD. | 10                | 6.299+            |
| 2013 | T-ara Free Time in Europe - Phát hành: 11 tháng 12 năm 2013 - Nhãn: LOEN Entertainment - Format: DVD                            | - T-ARA FREE TIME IN EUROPE là DVD tiếng Hàn đầu tiên được T-ara phát hành. Nó bao gồm tất cả các video âm nhạc Hàn Quốc của nhóm, ngoại trừ "Roly Poly in Copacabana", nó cũng có ảnh của các video âm nhạc và ảnh trong T-ARA's Freedom Tour ở châu Âu. |                   |                   |